# Muriel (película)
Muriel (en francés:Muriel ou le Temps d'un retour, literalmente Muriel, o el momento de un retorno) es una película francesa de 1963 obra del director Alain Resnais. Fue la tercera película destacada de Resnais, luego de Hiroshima mon amour (1959) y L'Année dernière à Marienbad (1961), y tiene en común con esas otras dos películas que explora el desafío de integrar un pasado recordado o imaginario con la vida en el presente. También posee una referencia obligada al tema controversial de la guerra en Argelia que había concluido recientemente. Muriel fue el segundo proyecto que Resnais realizó en colaboración con Jean Cayrol, quien también escribió el guion cinematográfico de Nuit et Brouillard (Noche y niebla) (1955).

## Argumento
Hélène, una viuda que administra un negocio de antigüedades desde su casa en Boulogne-sur-Mer, es visitada por un antiguo amante, Alphonse. Su hijastro, Bernard, está atormentado por la memoria de una joven llamada Muriel en cuya tortura participó mientras realizaba el servicio militar en Argelia.
La historia transcurre a lo largo de 15 días entre septiembre-octubre de 1962. (Si bien el texto posee fechas y tiempos específicos en los que transcurre cada escena, los mismos no son mostrados de manera explícita en la película.) Una escena prolongada se desarrolla durante el primer día (un trozo que se extiende por 45 minutos: las presentaciones de Alphonse y su 'sobrina' Françoise a Hélène y Bernard, y su primera comida juntos). Otra escena larga tiene lugar el último día (el almuerzo del domingo y los temas que salen a la luz en su transcurso, y la partida de los personajes principales en diferentes direcciones). El resto de los días a lo largo de la historia son presentados en forma de una serie de escenas fragmentadas, que son cronológicas pero rara vez consecutivas, y el paso del tiempo se encuentra esfumado.

## Premios
Delphine Seyrig ganó la Copa Volpi a la mejor actriz en 1963 en el Festival de Cine de Venecia por su actuación en esta película. La película fue nominada a un León de Oro.